# Christian Julius Wilhelm Schiede
Christian Julius Wilhelm Schiede est un médecin et un botaniste allemand, né en 1798 à Cassel et mort en 1836 à Mexico.

## Biographie
Il fait des études d’histoire naturelle et de médecine à Berlin et à Göttingen, où il reçoit son doctorat en 1825. Il pratique la médecine à Cassel. 
En 1828, il émigre au Mexique en compagnie du naturaliste Ferdinand Deppe (1794-1861), qui avait déjà voyagé dans ce pays. Les deux scientifiques prévoient de récolter des spécimens zoologiques et botaniques afin de les revendre aux muséums et aux commerces naturalistes d’Europe. En juillet 1828, ils s’installent à Jalapa et explorent l’État de Veracruz. Bien que leurs collections aient été achetées par les muséums de Berlin et de Vienne, les sommes récoltées ne sont pas suffisantes pour leur permettre de poursuivre leur entreprise. À la fin des années 1830, ils cessent toutes opérations.
Le genre Schiedea, de la famille des Caryophyllaceae, lui a été dédié par Adelbert von Chamisso (1781-1838) et par Diederich Franz Leonhard von Schlechtendal (1794-1866) en 1826. Le genre Schiedeella, de la famille des Orchidaceae, lui a été dédié par Rudolf Schlechter (1872-1925) en 1920.

## Source
- (en) Cet article est partiellement ou en totalité issu de l’article de Wikipédia en anglais intitulé « Christian Julius Wilhelm Schiede » (voir la liste des auteurs) (version du 12 janvier 2008)